# Yulenny Cortés León
Yulenny Guylaine Cortés León (Manzanillo, Colima; 18 de abril de 1976) es una política mexicana, licenciada en Administración Pública, egresada de la Facultad de Contabilidad y Administración de la Universidad de Colima. Militante del Partido Acción Nacional. Fue presidenta municipal de Villa de Álvarez, Colima para el período 2015 a 2018.

## Formación académica
Es egresada de la Facultad de Contabilidad y Administración de la Universidad de Colima.

## Trayectoria administrativa y política
De 1999 al 2000 se incorporó como asistente en la Comisión de Justicia de la LII Legislatura del H. Congreso del Estado de Colima; posteriormente fue contratada en el H. Ayuntamiento de Colima como analista en la Dirección de Planeación, donde permaneció hasta 2003, pues fue invitada a formar parte del cuerpo de asesores de la diputada Esmeralda Cárdenas, integrante de la LIV Legislatura del H. Congreso del Estado de Colima.
Dentro del Partido Acción Nacional, fue coordinadora de Acción Política de Acción Juvenil en el Comité Directivo Municipal del PAN en Villa de Álvarez, Colima; directora Estatal de Promoción Ciudadana y Secretaria Estatal de Promoción Política de la Mujer en el Comité Directivo Estatal del PAN.

## Regidora (2006-2009)
Fue elegida regidora en el H. Ayuntamiento de Villa de Álvarez, Colima, en la administración encabezada por Felipe Cruz Calvario, donde presidió la Comisión de Juventud y Deportes.
Como integrante del Cabildo, se le atribuyen la gestión de tres canchas de fútbol rápido, únicas en el municipio en esa época; la modernización de la Unidad Deportiva “Gil Cabrera Gudiño” con el cambio total del cerco perimetral, construcción de baños públicos, reestructuración de todo el alumbrado en las instalaciones de la Unidad Deportiva y, a petición de la liga municipal de Voleibol, se gestionó y obtuvo en la Federación recursos para techar dos canchas. Asimismo se creó la Escuela Municipal Deportiva para Niños y Niñas, con ingreso gratuito.
Planteó y fue aprobado por Cabildo Municipal la creación e impulso del Instituto Villalvarense de la Juventud, logrando se otorgaran becas de estudio desde nivel primaria hasta nivel superior y se otorgaran recursos para apoyar a los jóvenes con proyectos productivos y autoempleo. De igual forma, contribuyó a la creación del Instituto Municipal de la Mujer.

## Diputada federal (2009-2012)
Cortés León fue diputada federal de representación proporcional por la circunscripción 5 del Estado de Colima de la LXI Legislatura del Congreso de la Unión de México, integrante de las Comisiones de Derechos Humanos, Función Pública, Juventud y Deporte y la Comisión Especial de Seguimiento a los Fondos Aportados por los Trabajadores Mexicanos Braceros.
Entre los principales logros de Yulenny Cortés como diputada federal se encuentran la gestión y aprobación de 40 millones de pesos para la modernización de la carretera a El Espinal; así como más de 100 millones de pesos etiquetados que se vieron reflejados en cobras como la construcción del Archivo Histórico y el Teatro del Pueblo, graderías en las canchas techadas de la Unidad Deportiva "Gil Cabrera Gudiño", esto en Villa de Álvarez; y para municipio de Armería logró se construyeran, en El Paraíso, de una de una de las dos únicas ciclovías que existen en el Estado, así como la construcción de dos campos de fútbol soccer completos, en Cuyutlán y Periquillos, y arreglar las unidades deportivas la de Cofradía de Juárez y la de la zona centro.
Tecomán, también se benefició con la gestión y obtención de recursos para realizar la primera ciclovía en el Estado, la Unidad Deportiva “Real de Valle”, la carretera a Cerro de Ortega y pavimentar varias vialidades de la zona centro.
Con recursos propios, habilitó el campo de fútbol soccer en la colonia Real Centenario y las vialidades en San Isidro y las comunidades de El Mixcoate y Pueblo Nuevo, después de las afectaciones que dejó el Huracán Jova.
En 2010 inauguró la Escuela de Fútbol "Yulenny Cortés", para los niños y niñas del Municipio e implementó programas sociales como el de despensa, láminas de fibrocemento, cemento y tinacos, útiles escolares y foco ahorrador, a muy bajo costo, con los que logró beneficiar a más de 25 mil personas.

## Diputada local (2012-2015)
Como diputada local por el Distrito VIII de Villa de Álvarez en la LVII Legislatura del Congreso del Estado de Colima, destacó por ser la única, de 25 diputados locales, que abrió una Oficina de Gestión en la que implementó programas de apoyo social, los cuales impactaron benéficamente en la economía de las familias, tales como: Venta de despensa, tinacos, láminas de fibrocemento, focos ahorradores, útiles y zapato escolar. y más de 400 productos en material para construcción a muy bajo costo. Así como la implementación de los Miércoles Ciudadanos (brigadas médico asistenciales que se realizan en colonias y comunidades del Municipio), Sábados de Limpieza y Domingos de Comunidad. 
Sus posturas ante causas sociales han sido enérgicas dentro y fuera de la tribuna del Congreso Estatal, destacándose su participación en el impulso de iniciativas ciudadanas y movimientos sociales para: 
- Señalar al Gobierno del Estado la pérdida de recursos, por ella gestionados, para ejecutar la obra de modernización de la carretera a El Espinal; con apoyo de la diputada federal Patricia Lugo Barriga, buscar reasignación del recurso y exhortar a la inmediata licitación de obra al Gobierno Estatal. 
- Exigir al Gobierno Estatal el pago correspondiente, enviado por la federación, a productores del limón, afectados por el dragón amarillo. 
- Defender y exigir el apoyo y protección para quienes viven en la cercanía de las vías del tren en la colonia de Prados del Sur, Colima. 
- Presentación de un exhorto para que el Ayuntamiento de Villa de Álvarez, habilitará un lugar digno para el cuidado de los animales, bajo su resguardo. 
- Llamado a los tres ámbitos de gobierno para continuar la construcción de la planta de tratamiento de aguas residuales en la Comunidad de Juluapán, por riesgos ambientales para los pobladores de Picachos. 
- Defensa de los motociclistas en contra de la denominada “Ley Chaleco”, con la que se pretendía obligar a éstos a utilizar un chaleco y un casco, que llevarán impreso el número de placa de sus unidades.

## Candidata electa a la presidencia de Villa de Álvarez (2015)
Luego de ser designada por el Partido Acción Nacional como candidata del mismo a la Alcaldía de Villa de Álvarez, comenzó campaña el día 7 de abril de 2015, figurando como la favorita de la mayoría ciudadana y la aspirante mejor posicionada en las encuestas realizadas por distintas empresas y partidos políticos, en las que siempre la mantuvieron hasta 20 puntos arriba del contendiente más cercano.
El 7 de junio de 2015, luego de celebrarse las votaciones, los resultados la favorecieron y tras un nuevo conteo de votos, se confirmó su triunfo el 18 de junio de 2015, cuando el presidente del Consejo Municipal Electoral, Juan Manuel Barragán Mejía, le hizo entrega de la constancia de mayoría que la acredita como Candidata Electa a Presidente Municipal de Villa de Álvarez para el período 2015-2018.

## Alcaldesa de Villa de Álvarez (2015-2018)
Desde esta administración se implementó el Plan de Austeridad, mismo que fue avalado por el Honorable Cabildo. Gracias a ello, se logró reducir la deuda pública heredada en un 4 % haciendo posible el programa “Con tus impuestos Tú Ganas” que repercutió en:
· Becas a más de mil niños y niñas de primaria y secundaria, de 77 escuelas.
· Con recursos propios y en coinversión, se realizaron obras por un monto superior a los 90 millones de pesos.
· Se beneficiaron a 195 familias villalvarenses, con los programas: Techo Seguro, Cuartos para baño y Mejoramiento de Vivienda. 
· Se adquirieron 15 vehículos más para reforzar la seguridad en las colonias y comunidades.
Con la finalidad de transparentar la toma de decisiones, implementamos por primera vez el Cabildo Itinerante, realizando sesiones ordinarias en espacios públicos como: la Monumental Plaza de Toros “La Petatera”, el Teatro del Pueblo, el Jardín Independencia y las colonias Villas Providencia y López Mateos.
Consientes de la importancia de facilitar el Acceso a la Información Pública, Villa de Álvarez, se convirtió en el primer municipio que firmó el convenio de colaboración con el INFOCOL e instaló el Comité de Transparencia en el Municipio.
Se implementó el Programa “Miércoles Ciudadano”, acercando a las colonias, servicios y programas sociales del Gobierno Municipal.
Con el respaldo de funcionarios del Gobierno Municipal se implementó el Programa “Limpia La Villa”, quienes de manera voluntaria aportaron más 120 mil pesos para la compra de insumos necesarios para el rescate de espacios públicos, además colaboraron con mano de obra.  
Por primera vez y con la finalidad de rescatar y reforzar la economía y tradiciones locales, se llevaron a cabo los festivales De La Alegría, Padrino Mis Empanadas, Ilumina La Villa, Guadalupano y Brilla La Villa, logrando una asistencia superior a los 70 mil visitantes. 
Villa de Álvarez es pionero en instalar el Sistema Municipal para la Igualdad de Género, el cual busca consolidar las bases institucionales de lucha contra la discriminación en los centros de trabajo.
En el primer año de Gobierno Municipal se logró impulsar a 155 micro y pequeñas empresas villalvarenses gestionando apoyos por más de 4 millones 700 mil pesos y se apoyó en la creación de 13 nuevas empresas.
Villa de Álvarez destaca por contar con los policías mejor capacitados y adiestrados del Estado.
Gracias a las gestiones realizadas ante el sector privado, se logró emprender la campaña de cultura vial “Con Seguridad Llegamos Todos”, la cual se realizó en coordinación con las áreas de Tránsito y Vialidad, Protección Civil Municipal y el Instituto Villalvarense de la Juventud, focalizada en disminuir en un 30% los accidentes viales.